# Miwa spring concert 2014 “渋谷物語〜完〜”
『miwa spring concert 2014 "渋谷物語〜完〜"』（ミワ スプリング コンサート 2014 "シブヤモノガタリ カン"）は、miwaの5枚目のライブ映像作品。

## 概要
国立代々木競技場第一体育館において2014年3月8日 - 9日の2daysで行われた、同名のライブコンサート（3月9日公演）を映像作品に収録したもの。DVD・BD、それぞれ初回生産限定盤・通常版の4種パッケージでリリース。初回生産限定盤仕様は三方背ボックス入り、ブックレット付き。
miwaの映像作品では初の5.1chサラウンド仕様となる。
なお、14thシングル「君に出会えたから」の初回生産限定盤DVDにも同公演のダイジェスト映像が収録されている。

### 音声トラック
1. リニアPCM (48kHz/24bit)
2. DTS-HDマスターオーディオ 5.1chサラウンド (48kHz/24bit)

※Blu-ray本編映像。

## 収録曲

### Disc1
初回生産限定盤、通常盤共通部分は以下の通り。
1. OPENING
2. don't cry anymore
3. リトルガール
4. キットカナウ
5. FRiDAY-MA-MAGiC
6. Chasing hearts
7. Faraway
8. オトシモノ
9. 441
10. ホイッスル 〜君と過ごした日々〜
11. friend ~君が笑えば~
12. めぐろ川
13. Delight
14. hys-
15. あなたがいないと世界はこんなにつまらない
16. It’s you!
17. ミラクル
18. Faith
19. again×again
20. ヒカリヘ
21. 片想い
22. Let me go
23. chAngE
24. 春になったら

アンコールはM.22以降。

#### 特典映像 (初回生産限定盤のみ)
1. making of miwa spring concert 2014 “渋谷物語〜完〜”
2. 3月8日アンコールトーク